# Ancelle della Santissima Trinità di Rovigo
Le Ancelle della Santissima Trinità di Rovigo (sigla A.S.T.R.O.) sono un istituto religioso femminile di diritto pontificio.

## Storia
La congregazione fu fondata da Giuseppina Fasolo insieme con sei compagne: il nucleo originario si costituì, in forma secolare, nel 1930 a Padova e nel 1934 il gruppo fu invitato a Rovigo dal vescovo del luogo, Anselmo Rizzi.
La comunità prese dimora presso la chiesa di San Bortolo il 26 settembre 1935 e fu riconosciuta come congregazione religiosa di diritto diocesano il 15 settembre 1945.
L'istituto ottenne il riconoscimento di istituzione di diritto pontificio il 2 febbraio 1950.

## Attività e diffusione
Le suore, dedite in origine essenzialmente alla liturgia e all'adorazione in clausura, a partire dal 1950 hanno esteso la loro attività alle opere assistenziali.
La sede generalizia è a Rovigo.
Alla fine del 2015 l'istituto contava 22 religiose in 2 case.